# Autoestimulación (comportamiento)

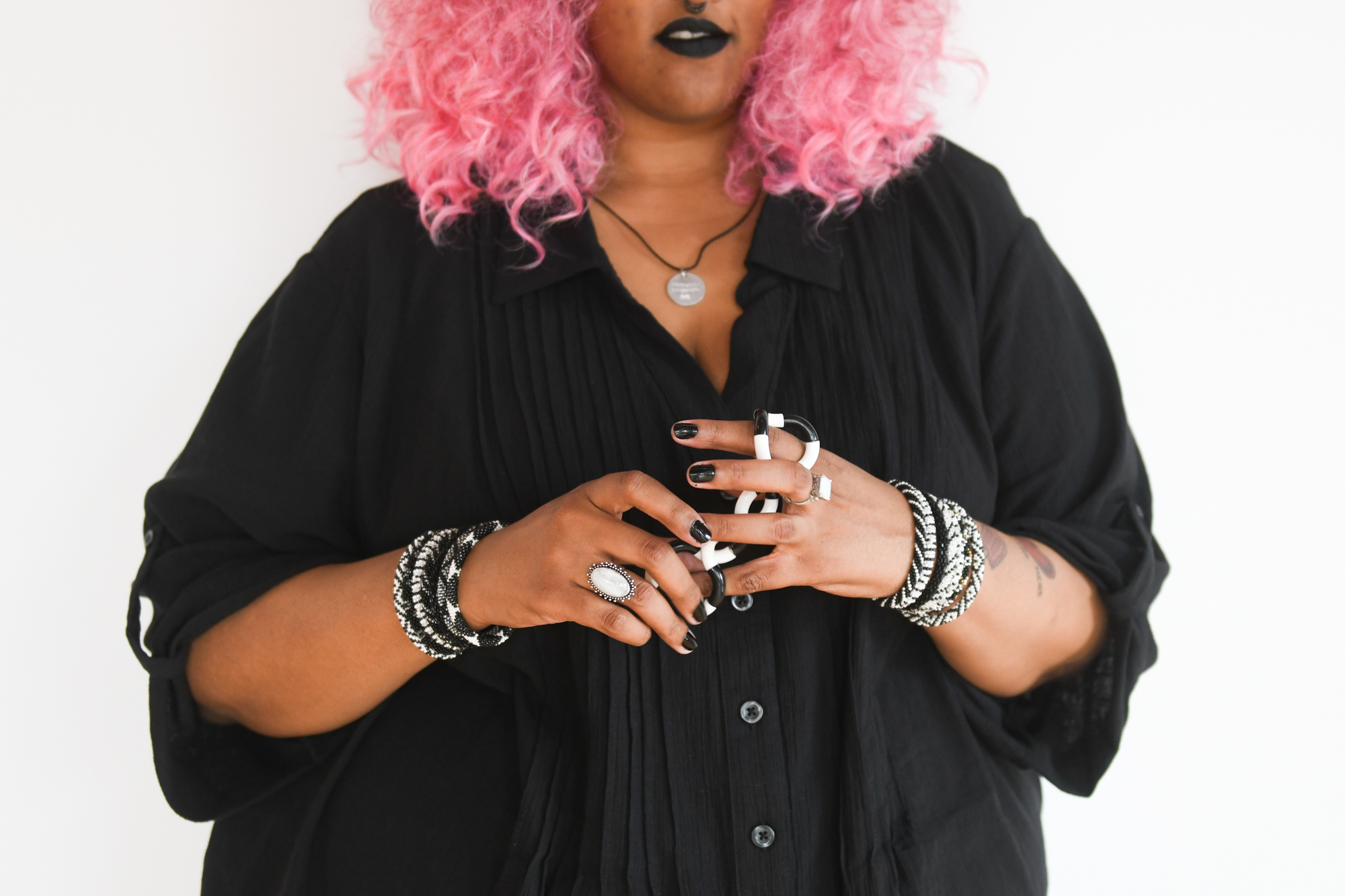
Fotografía de una persona autista usando un juguete enredado estimulante.

El comportamiento autoestimulatorio (también conocido como autoestimulación, y en inglés abreviado como stimming) consiste en la repetición de movimientos físicos y de objetos, así como también la repetición de sonidos, común en personas con trastornos del desarrollo y más aún en personas con trastornos del espectro autista. Es considerada una manera en la que las personas con autismo pueden tranquilizarse a sí mismas. Los terapeutas ven este comportamiento como una respuesta a la hipersensibilidad que poseen estas personas, ya que de esta manera se pueden bloquear los estímulos del entorno, que usualmente son menos predecibles. El trastorno de procesamiento sensorial puede ser también un motivo para este tipo de comportamiento, según algunos terapeutas. Otra teoría estipula que los comportamientos autoestimulatorios son una manera de aliviar la ansiedad y las emociones intensas.
Los comportamientos autoestimulatorios más comunes (también llamados en inglés stims) incluyen aplaudir con las manos, balancearse, golpear la cabeza, repetir sonidos o palabras, chasquear los dedos y girar objetos. Estos comportamientos pueden ser signos de autismo, pero también son considerados parte de patrones de conducta de individuos que no tienen esta condición. La diferencia más grande entre los comportamientos autoestimulatorios autistas y no autistas son su tipo y frecuencia.
En el Manual Diagnóstico y Estadístico de los Trastornos Mentales, publicado por la Asociación Estadounidense de Psiquiatría, este tipo de comportamiento está listado cuando uno de los signos de autismo o de "manierismos motores estereotipados y repetitivos". Hay diversas maneras de reducir o eliminar los comportamientos estereotipados. Algunas de ellas incluyen proporcionarle al individuo formas alternativas de estimulación e incluso se han utilizado fármacos para reducir estos comportamientos, aunque no está claro si los fármacos son en verdad beneficiosos o restringen al individuo en su búsqueda de alivio.
Además, los juguetes de autoestimulación se han popularizado, en tanto son una alternativa sana y segura para las personas que disfrutan las actividades de autoestimulación. Estos juguetes pueden ser joyas movibles, objetos con distintas texturas o líquidos resplandecientes.
Los comportamientos autoestimulatorios pueden ser, en algunos casos, conductas de autolesión. Las formas más comunes incluyen golpearse la cabeza, morderse las manos y frotarse o rascarse excesivamente la piel.